# Председатель Правительства Свердловской области
Председатель Правительства Свердловской области — должностное лицо Свердловской области, руководившее деятельностью Правительства Свердловской области и определявшее основные направления правительственной политики.
С 2016 года руководство правительством осуществляет губернатор Свердловской области, а должность председателя упразднена.

## Порядок назначения
Председатель правительства Свердловской области назначается на должность губернатором Свердловской области с согласия Законодательного Собрания Свердловской области.
Предложение о кандидатуре на должность председателя правительства Свердловской области вносится губернатором Свердловской области в Областную Думу Законодательного Собрания Свердловской области не позднее двухнедельного срока после вступления в должность губернатора Свердловской области или после выборов Областной Думы нового состава, последовавших после её роспуска.
В случае отставки правительства Свердловской области предложение о кандидатуре на должность председателя правительства Свердловской области вносится губернатором Свердловской области в Областную Думу Законодательного Собрания Свердловской области не позднее, чем в трёхмесячный срок после её принятия.

## Председатели Правительства Свердловской области
- Трушников Валерий Георгиевич (12 декабря 1991 — 21 июля 1994)
- Страхов Алексей Леонидович (21 июля 1994 — 23 августа 1995)
- Трушников Валерий Георгиевич (август 1995 — 29 апреля 1996)
- Воробьёв Алексей Петрович (16 мая — 4 октября 1996)
- Трушников Валерий Георгиевич (4 — 23 октября 1996)
- Воробьёв Алексей Петрович (23 октября 1996 — 18 июня 2007)
- и. о. Ковалёва, Галина Алексеевна (19 июня 2007)
- Кокшаров Виктор Анатольевич (19 июня 2007 — 7 декабря 2009)
- Гредин Анатолий Леонидович (7 декабря 2009 — 14 апреля 2012)
- Власов Владимир Александрович (18 апреля — 29 мая 2012, и. о. 29 мая — 22 июня 2012)
- Паслер Денис Владимирович (19 июня 2012 года — 26 сентября 2016)